# 3-й драгунский гвардейский полк
3-й (Принца Уэльского) драгунский гвардейский полк (англ. 3rd (Prince of Wales's) Dragoon Guards) был кавалерийским полком британской армии, впервые сформированным в 1685 году в качестве конного полка графа Плимутского (англ. Earl of Plymouth's Regiment of Horse). Он был переименован в 3-й драгунский гвардейский полк (англ. 3rd Regiment of Dragoon Guards) в 1751 году и 3-й (принца Уэльского) драгунский гвардейский полк в 1765 году. Он служил в течение двух столетий, включая Первую мировую войну, а затем был объединён в 3-й/6-й драгунский гвардейский полк в 1922 году.

## История
Впервые полк был сформирован Томасом Хикманом-Виндзором, 1-м графом Плимутом под названием Конный полк графа Плимута (англ. Earl of Plymouth's Regiment of Horse) в 1685 году в ответ на восстание Монмута, был причислен к 4-му кавалерийскому полку. Полк участвовал в битве при Шелленберге в июле 1704 года, битве при Бленхейме в августе 1704 года, битве при Рамильи в мае 1706 года, битве при Ауденарде в июле 1708 года и битве при Мальплаке в сентябре 1709 года во время войны за испанское наследство. В 1746 году он был переименован в 3-й драгунский гвардейский, а в 1751 году официально назван 3-й полк гвардейских драгун (англ. 3rd Regiment of Dragoon Guards).
Вскоре после этого, в 1765 году, он принял название 3-й (принца Уэльского) драгунский гвардейский полк (англ. 3rd (Prince of Wales's) Dragoon Guards) в честь будущего Георга IV. Он принял участие в подавлении бристольских беспорядков в 1831 году и после службы в Индии принял участие в британской экспедиции в Абиссинию в 1868 году. Весной 1901 года во время второй англо-бурской войны полк участвовал в погоне за неуловимым генералом Христианом де Ветом.
Полк, который в начале Первой мировой войны находился в Каире, высадился во Франции в составе 6-й кавалерийской бригады в 3-й кавалерийской дивизии в октябре 1914 года для службы на Западном фронте, где он сражался в первой битве при Ипре в октябре 1914 года, второй битве при Ипре в апреле 1915 года и битве при Камбре в ноябре 1917 года.
В 1921 году он был переименован в 3-й драгунский гвардейский полк (принца Уэльского) (англ. 3rd Dragoon Guards (Prince of Wales's)) и в следующем году был объединен с 6-м драгунским гвардейским полком (карабинерами) для формирования 3-го/6-го драгунского гвардейского полка.

## Полковой музей
Полковое собрание хранится в Чеширском военном музее в Честерском замке. Некоторые экспонаты хранятся также в Музее Королевских шотландских гвардейских драгун в Эдинбургском замке.

## Воинские почести
По британским традициям, воинские почести присваиваются тем частям, которые проявили себя в различных боях, и представляют собой нанесение символического названия сражения на штандарт полка. 3-му драгунскому гвардейскому полку присвоены следующие почести:
- Early Wars: Blenheim, Ramillies, Oudenarde, Malplaquet, Warburg, Beaumont, Willems, Talavera, Albuhera, Vittoria, Peninsula, Abyssinia, South Africa 1901–02[8].
- The Great War: Ypres 1914, 1915, Nonne Bosschen, Frezenberg, Loos, Arras 1917, Scarpe 1917, Somme 1918, St. Quentin, Avre, Amiens, Hindenburg Line, Beaurevoir, Cambrai 1918, Pursuit to Mons, France and Flanders 1914–18[9].

## Командиры полка
Ниже перечислен список командиров полка с 1685 по 1922 годы:

### 4-й конный полк
Названия до 1765 года давались по имени командира (например, конный полк Вуда во время службы Корнелиуса Вуда)
- 1685: Томас, граф Плимут
- 1687: сэр Джон Фенвик[англ.]
- 1688: Ричард, граф Риверс[англ.]
- 1693: Джон, лорд Беркли[англ.]
- 1693: Корнелиус Вуд (англ. Cornelius Wood)
- 1712: Томас, виконт Виндзор[англ.]
- 1717: Джордж Уэйд

### 3-й конный полк
- 1748: сэр Чарльз Ховард[англ.]

### 3-й полк драгунской гвардии
- 1751: сэр Чарльз Ховард[англ.]

### 3-й (принца Уэльского) драгунский гвардейский полк
- 1765: генерал лорд Роберт Мэннерс[англ.]
- 1782: генерал Филип Хонивуд[англ.]
- 1785: генерал-лейтенант Ричард Бёртон Филлипсон[англ.]
- 1792: генерал сэр Уильям Фосетт[англ.]
- 1804: генерал Ричард Вайз[англ.]
- 1825: генерал сэр Уильям Пэйн-Голуэй, 1-й баронет[англ.]
- 1831: генерал Сэмюэль Хоукер (англ. Samuel Hawker)
- 1839: генерал-лейтенант сэр Джеймс Чарльз Дэлбьяк[англ.]
- 1842: генерал-лейтенант Фрэнсис Ньюбери (англ. Francis Newbery)
- 1847: генерал Чарльз Кэткарт, 2-й граф Кэткарт
- 1851: генерал-лейтенант Джеймс Клод Буршье (англ. James Claud Bourchier)
- 1859: генерал сэр Джон Скотт (англ. John Scott)
- 1866: генерал Роберт Ричардсон Робертсон (англ. Robert Richardson Robertson)
- 1883: генерал сэр Уильям Генри Сеймур[англ.]
- 1891: генерал-лейтенант Коньерс Тауэр (англ. Conyers Tower)
- 1903: генерал-майор Эндрю Смайт Монтегю Браун (англ. Andrew Smythe Montague Browne)
- 1905: генерал-майор Джордж Сэлис-Швабе[англ.]
- 1907: генерал-майор сэр Реджинальд Толбот[англ.]
- 1920: генерал-майор сэр Невилл Маскелин Смит[англ.]